# (51378) 2001 AT33
(51378) 2001 AT33 è un asteroide troiano di Giove del campo greco. Scoperto nel 2001, presenta un'orbita caratterizzata da un semiasse maggiore pari a 5,142352 UA e da un'eccentricità di 0,050801, inclinata di 33,697080° rispetto all'eclittica. Ha un diametro di 23,229 km e un'albedo di 0,042.